# Adoretus duvauceli
Adoretus duvauceli är en skalbaggsart som beskrevs av Blanchard 1851. Adoretus duvauceli ingår i släktet Adoretus och familjen Rutelidae. Inga underarter finns listade i Catalogue of Life.